# Чемпионат Казахстана по баскетболу среди женщин 2015/2016
Чемпионат Казахстана по баскетболу 2015/2016 — 24-й сезон Национальной лиги национальной федерации баскетбола Казахстана. Свой чемпионский титул 3-й раз отстаивал чемпион Казахстана 2014/2015 «Тигры Астаны».

## Участники
| Клуб         | Город    | Стадион             | Вмест. | Гл. тренер          | Легионеры                                                                        |
| ------------ | -------- | ------------------- | ------ | ------------------- | -------------------------------------------------------------------------------- |
| Иртыш-ПНХЗ   | Павлодар | СКЦС «Автомобилист» | 1 500  | Анна Бысова         | Ангелина Юськова                                                                 |
| Окжетпес     | Кокшетау | СК ОСДЮШОР №3       | 1 500  | Сергей Вознюк       | Мария Ковтун Евгения Спитковская Виктория Шматова Алина Ягупова Людмила Науменко |
| Тигры Астаны | Астана   | Велотрек «Сарыарка» | 9 270  | Ромуальдас Петронис | Ольга Дубровина Ганна Зарицкая Анита Тейлане Елена Хуснитдинова Дарья Королёва   |

## Регулярный чемпионат

### Результаты игр
| 09.10 | Окжетпес     | — | Иртыш-ПНХЗ   | 83 : 45  | Санья Орозович (30) Анна Винокурова (14)                       | Виктория Шишкалова (10) Анна Винокурова (9)                                                  | Ольга Абдреупова (4) Ангелина Юськова (2)                                                          |
| 10.10 | Иртыш-ПНХЗ   | — | Тигры Астаны | 50 : 76  | Ольга Полёва (24) Ганна Зарицкая (18)                          | Анна Винокурова (11) Залина Куразова, Оксана Иванова, Надежда Кондракова, Ганна Зарицкая (6) | Эльмира Абикеева, Александра Ковалевская, Ольга Полёва, Анна Винокурова (1) Елена Хуснитдинова (5) |
| 11.10 | Окжетпес     | — | Тигры Астаны | 45 : 55  | Санья Орозович (17) Ганна Зарицкая (23)                        | Евгения Спитковская (8) Ганна Зарицкая (12)                                                  | Евгения Спитковская (3) Ольга Дубровина (8)                                                        |
| 08.11 | Тигры Астаны | — | Иртыш-ПНХЗ   | 79 : 47  | Анита Тейлане (20) Ольга Полёва (16)                           | Анита Тейлане (16) Анна Винокурова (11)                                                      | -                                                                                                  |
| 09.11 | Иртыш-ПНХЗ   | — | Окжетпес     | 63 : 69  | Ольга Полёва (31) Тамара Ягодкина (25)                         | Анна Винокурова (16) Залина Куразова, Мария Ковтун (10)                                      | -                                                                                                  |
| 10.11 | Тигры Астаны | — | Окжетпес     | 74 : 55  | Ганна Зарицкая (18) Виктория Шматова (15)                      | Ганна Зарицкая (17) Мария Писарёва, Ангелина Михайлова (7)                                   | Ольга Дубровина (9) Виктория Шматова (5)                                                           |
| 10.12 | Иртыш-ПНХЗ   | — | Окжетпес     | 69 : 83  | Ольга Полёва (24) Тамара Ягодкина (18)                         | Ангелина Юськова (8) Екатерина Карнова, Тамара Ягодкина (7)                                  | Ольга Полёва, Ангелина Юськова (4) Виктория Шматова (4)                                            |
| 11.12 | Окжетпес     | — | Тигры Астаны | 82 : 60  | Алина Ягупова (42) Елена Хуснитдинова (14)                     | Людмила Науменко (14) Ганна Зарицкая (9)                                                     | Алина Ягупова (4) Елена Хуснитдинова (3)                                                           |
| 12.12 | Иртыш-ПНХЗ   | — | Тигры Астаны | 66 : 96  | Ольга Полёва (23) Оксана Иванова (18)                          | Анна Винокурова (15) Оксана Иванова (9)                                                      | Ангелина Юськова (4) Елена Хуснитдинова (7)                                                        |
| 07.03 | Окжетпес     | — | Иртыш-ПНХЗ   | 74 : 49  | Ирина Басалык (24) Ангелина Юськова (15)                       | Мария Ковтун (10) Александра Алимбекова (8)                                                  | Виктория Шматова (4) Эльмира Абикеева (3)                                                          |
| 08.03 | Иртыш-ПНХЗ   | — | Тигры Астаны | 49 : 105 | Эльмира Абикеева (18) Оксана Осипенко, Надежда Кондракова (16) | Ангелина Юськова (9) Анита Тейлане (11)                                                      | Эльмира Абикеева (2) Елена Хуснитдинова (7)                                                        |
| 09.03 | Окжетпес     | — | Тигры Астаны | 60 : 86  | Людмила Науменко (18) Залина Куразова (25)                     | Людмила Науменко (7) Залина Куразова, Ганна Зарицкая (7)                                     | Ольга Дубровина (16) Евгения Спитковская (8)                                                       |
| 15.03 | Иртыш-ПНХЗ   | — | Окжетпес     | 61 : 89  | -                                                              | -                                                                                            | -                                                                                                  |
| 16.03 | Окжетпес     | — | Тигры Астаны | 63 : 60  | Евгения Спитковская (31) Надежда Кондракова (13)               | Мария Ковтун, Тамара Ягодкина (10) Оксана Иванова (10)                                       | Евгения Спитковская, Мария Ковтун (3) Оксана Иванова, Залина Куразова (3)                          |
| 17.03 | Иртыш-ПНХЗ   | — | Тигры Астаны | 38 : 94  | Александра Ковалевская (11) Оксана Осипенко (16)               | Карина Оленберг (6) Анна Винокурова (8)                                                      | Эльмира Абикеева (4) Анита Тейлане, Оксана Осипенко, Анна Винокурова (3)                           |

### Турнирная таблица
|  | Выход в финал |

| Место | Команда      | Игры | Поб | Пор | Забито | Пропущено | +/-  | Очки |
| ----- | ------------ | ---- | --- | --- | ------ | --------- | ---- | ---- |
| 1     | Тигры Астаны | 10   | 8   | 2   | 785    | 555       | +230 | 18   |
| 2     | Окжетпес     | 10   | 7   | 3   | 713    | 622       | +91  | 17   |
| 3     | Иртыш-ПНХЗ   | 10   | 0   | 10  | 537    | 838       | −301 | 10   |

## Матч за 3-е место
| 1 апреля 2016 16:00 AST | Отчёт | Иртыш-ПНХЗ                       | 70 : 51  | Сборная Акмолинской области                     | СК «Жаксы», Щучинск Судьи: Матевос Никогосян |
| 1 апреля 2016 16:00 AST | Отчёт | 25 : 13, 18 : 11, 7 : 19, 20 : 8 |          |                                                 | СК «Жаксы», Щучинск Судьи: Матевос Никогосян |
| 1 апреля 2016 16:00 AST | Отчёт | Ангелина Юськова (19)            | Очки     | Санья Орозович (21)                             | СК «Жаксы», Щучинск Судьи: Матевос Никогосян |
| 1 апреля 2016 16:00 AST | Отчёт | Анна Бысова (10)                 | Подборы  | Санья Орозович, Ольга Полёва, Дарья Панасюк (9) | СК «Жаксы», Щучинск Судьи: Матевос Никогосян |
| 1 апреля 2016 16:00 AST | Отчёт | Ангелина Юськова (4)             | Передачи | Санья Орозович (4)                              | СК «Жаксы», Щучинск Судьи: Матевос Никогосян |

| 3 апреля 2016 16:00 AST | Отчёт | Сборная Акмолинской области       | 68 : 52  | Иртыш-ПНХЗ              | СК «Жаксы-2», Щучинск Судьи: Матевос Никогосян |
| 3 апреля 2016 16:00 AST | Отчёт | 20 : 13, 17 : 9, 14 : 15, 17 : 15 |          |                         | СК «Жаксы-2», Щучинск Судьи: Матевос Никогосян |
| 3 апреля 2016 16:00 AST | Отчёт | Ирина Басалык (23)                | Очки     | Жулдыз Байдусенова (22) | СК «Жаксы-2», Щучинск Судьи: Матевос Никогосян |
| 3 апреля 2016 16:00 AST | Отчёт | Санья Орозович (16)               | Подборы  | Жулдыз Байдусенова (10) | СК «Жаксы-2», Щучинск Судьи: Матевос Никогосян |
| 3 апреля 2016 16:00 AST | Отчёт | Санья Орозович (7)                | Передачи | Анна Бысова (4)         | СК «Жаксы-2», Щучинск Судьи: Матевос Никогосян |

| 4 апреля 2016 16:00 AST | Отчёт | Иртыш-ПНХЗ                             | 51 : 65  | Сборная Акмолинской области | СК «Жаксы-2», Щучинск Судьи: Матевос Никогосян |
| 4 апреля 2016 16:00 AST | Отчёт | 14 : 14, 8 : 14, 16 : 16, 13 : 21      |          |                             | СК «Жаксы-2», Щучинск Судьи: Матевос Никогосян |
| 4 апреля 2016 16:00 AST | Отчёт | Ангелина Юськова (17)                  | Очки     | Санья Орозович (32)         | СК «Жаксы-2», Щучинск Судьи: Матевос Никогосян |
| 4 апреля 2016 16:00 AST | Отчёт | Ангелина Юськова, Карина Оленберг (10) | Подборы  | Дарья Панасюк (11)          | СК «Жаксы-2», Щучинск Судьи: Матевос Никогосян |
| 4 апреля 2016 16:00 AST | Отчёт | Ангелина Юськова (2)                   | Передачи | Ирина Басалык (4)           | СК «Жаксы-2», Щучинск Судьи: Матевос Никогосян |

## ФИНАЛ
| 1 апреля 2016 18:00 AST | Отчёт | Тигры Астаны                       | 85 : 75  | Окжетпес                                  | СК «Жаксы-2», Щучинск Судьи: Матевос Никогосян |
| 1 апреля 2016 18:00 AST | Отчёт | 22 : 17, 21 : 19, 22 : 16, 20 : 23 |          |                                           | СК «Жаксы-2», Щучинск Судьи: Матевос Никогосян |
| 1 апреля 2016 18:00 AST | Отчёт | Ганна Зарицкая (20)                | Очки     | Алина Ягупова (39)                        | СК «Жаксы-2», Щучинск Судьи: Матевос Никогосян |
| 1 апреля 2016 18:00 AST | Отчёт | Ольга Дубровина (10)               | Подборы  | Людмила Науменко, Евгения Спитковская (5) | СК «Жаксы-2», Щучинск Судьи: Матевос Никогосян |
| 1 апреля 2016 18:00 AST | Отчёт | Ольга Дубровина (20)               | Передачи | Алина Ягупова, Евгения Спитковская (5)    | СК «Жаксы-2», Щучинск Судьи: Матевос Никогосян |

| 3 апреля 2016 18:00 AST | Отчёт | Окжетпес                           | 86 : 82  | Тигры Астаны         | СК «Жаксы-2», Щучинск Судьи: Матевос Никогосян |
| 3 апреля 2016 18:00 AST | Отчёт | 21 : 19, 14 : 21, 22 : 19, 29 : 23 |          |                      | СК «Жаксы-2», Щучинск Судьи: Матевос Никогосян |
| 3 апреля 2016 18:00 AST | Отчёт | Алина Ягупова (42)                 | Очки     | Ольга Дубровина (29) | СК «Жаксы-2», Щучинск Судьи: Матевос Никогосян |
| 3 апреля 2016 18:00 AST | Отчёт | Людмила Науменко (8)               | Подборы  | Ольга Дубровина (9)  | СК «Жаксы-2», Щучинск Судьи: Матевос Никогосян |
| 3 апреля 2016 18:00 AST | Отчёт | Евгения Спитковская (9)            | Передачи | Ольга Дубровина (8)  | СК «Жаксы-2», Щучинск Судьи: Матевос Никогосян |

| 4 апреля 2016 18:00 AST | Отчёт | Тигры Астаны                        | 72 : 92  | Окжетпес                | СК «Жаксы-2», Щучинск Судьи: Матевос Никогосян |
| 4 апреля 2016 18:00 AST | Отчёт | 19 : 20, 13 : 27, 16 : 32, 24 : 13  |          |                         | СК «Жаксы-2», Щучинск Судьи: Матевос Никогосян |
| 4 апреля 2016 18:00 AST | Отчёт | Ольга Дубровина (16)                | Очки     | Алина Ягупова (49)      | СК «Жаксы-2», Щучинск Судьи: Матевос Никогосян |
| 4 апреля 2016 18:00 AST | Отчёт | Анна Винокурова, Дарья Королёва (5) | Подборы  | Людмила Науменко (14)   | СК «Жаксы-2», Щучинск Судьи: Матевос Никогосян |
| 4 апреля 2016 18:00 AST | Отчёт | Ольга Дубровина (6)                 | Передачи | Евгения Спитковская (8) | СК «Жаксы-2», Щучинск Судьи: Матевос Никогосян |

## Итоговое положение
| «Окжетпес»                  | Балтийская женская баскетбольная лига |
| «Тигры Астаны»              | Балтийская женская баскетбольная лига |
| Сборная Акмолинской области |                                       |
| 4.«Иртыш-ПНХЗ»              | Балтийская женская баскетбольная лига |